# Starbound
Starbound es un videojuego indie que actualmente está siendo desarrollado por el estudio británico independiente Chucklefish Ltd. Starbound tiene lugar en un universo en dos dimensiones generado por procedimientos que el jugador puede explorar para obtener nuevas armas, armaduras, y un sinnúmero de otros artículos. El juego entró en estado beta el 4 de diciembre de 2013 para Microsoft Windows, OS X y Linux. También una versión para consolas (Xbox One y Xbox Series) fue lanzada el día 24 de octubre de 2024

## Sinopsis
Starbound comienza con el jugador despertándose en su habitación de la Tierra para asistir a su graduación y recibir el título de protector, pero una raza de tentáculos ataca la Tierra y te ves obligado a huir dentro de una nave espacial escapando de su planeta. Sin nada para guiarla, la nave se dispara hacia el espacio sin dirección, perdiéndose sin esperanzas en un mar de estrellas. Por suerte, la nave llega a un planeta habitable y comienza una aventura que lleva al jugador por todo el universo. Starbound contiene misiones tanto como una historia dentro de su vasto universo de mundo abierto. La nave espacial sirve como el vehículo de exploración del universo para el jugador y contiene un teletransportador que permite al jugador teletransportarse a la superficie de los planetas que está visitando.

## Jugabilidad
Los planetas que el jugador explora son generados por procedimientos. Estos planetas tendrán características únicas cada uno, además de contar con un tema diferente. Contarán con semillas o coordenadas, las cuales son generadas con el mundo. Si estas coordenadas son compartidas, pueden permitir a los jugadores visitar los planetas de cualquier otro. Cada planeta es único, contando con diferentes tipos de terreno, copas de árboles generadas por procedimientos, clima, ciclos de día y noche, niveles de gravedad, apariencia y comportamiento de los enemigos, materiales, color de materiales y hojas, y una amplia variedad de fondos.

### Mecánica
Muchos elementos del juego, tales como artículos (por ejemplo, armas, armaduras y vestimentas) ,enemigos y planetas, utilizan un proceso de generación por procedimientos para proveer una variedad masiva de contenido. El juego contará con misiones con historias, misiones aleatorias, exploración libre por los mundos, enemigos contra quienes luchar, y la habilidad de interactuar con el ambiente y hacer terraformación. Las clases de los personajes están definidas por los artículos que el jugador tenga puestos. También habrá una gran variedad de armas espaciales basadas en las de muchas películas de ciencia ficción.

### Razas jugables
Starbound contiene 6 razas jugables, las razas no tienen ventajas raciales pero si tienen diálogo y prendas exclusivas:
- Apex: Son criaturas similares a los monos, pero con características humanoides. Debido a un proceso que los investigadores Apex descubrieron, esta raza puede mejorar su condición intelectual al cambio de degradar su condición física. Existe mucha controversia entre ellos, ya que los individuos que son seleccionados para investigar mejores procesos nunca regresan.

- Avian: Son criaturas parecidas a las aves pero sin alas. Creen que sus alas las perdieron al entrar al mundo mortal desde el "Aether", o su "Mundo de los Dioses". Creen que recuperarán sus alas al entrar nuevamente al "Aether", entrada que creen solo está garantizada a través de una devoción teológica absoluta. Los no religiosos son llamados "Los Aterrizados". Las armas avianas fueron recibidas por una raza desconocida que se las entregó a ellos.

- Floran: Son plantas carnívoras. Tienen una apariencia pacífica, pero son muy violentos, constantemente haciendo la guerra con otras facciones de su raza. En algún momento, lograron conquistar el planeta de otra raza. Son excepcionales en la aplicación de procesos de retro-ingeniería. Aún no se sabe si esto último tendrá algún efecto en el juego en sí.

- Humanos: Son humanos ordinarios. Con el paso del tiempo, los humanos de la tierra crearon un único imperio humano. Los humanos lograron dominar por completo los viajes interestelares en un momento. La Tierra fue un lugar de paz e ilustración por muchos años. Sin embargo, una raza hostil de tentáculos había estado creciendo dentro de su núcleo. Creció al punto de destruir las ciudades de la Tierra, y envió a la raza terrestre en una diáspora por el universo.

- Hylotl: Son una especie anfibia. Son la raza más dócil luego de haber vivido bajo el mar por muchos años, eventualmente desarrollando empatía por todas las razas vivientes. Su fuerte obsesión con la belleza parecer ser su principal motivación. Con su empatía por todas las criaturas vivientes, los Hylotl enviaron a miembros de su raza como misioneros para predicar la paz. Los Hyotl eventualmente fueron expulsados de su planeta por los floranos. Aunque son dóciles, son muy habilidosos en el uso de armas. La cultura Hylotl parece ser similar a la de Japón durante la época feudal.

- Glitch: Son criaturas robóticas con sus mentes estancadas en la Edad Medieval. Los Glitch fueron creados por una raza desconocida, y son controlados por una conciencia colectiva cuyo único propósito es el de construir, expandirse, y evolucionar. Inevitablemente, aprendieron que son construcciones artificiales cuando se desarmaron a sí mismos, dándose cuenta de que sus entrañas no eran más que partes mecánicas. Su entendimiento del mundo los llevó a darse cuenta de que todas las cosas artificiales tienen un creador. Esto les dio la habilidad de tener conciencia de sí mismos; algunos glitch aceptan su rol como trabajadores, mientras que otros buscan la verdad.

- Novakids : Son seres hechos de energía solar. Debido a que los novakids no tienen ningún deseo en registrar su historia, se sabe muy poco de sus orígenes y cualquier investigación importante es olvidada en unas cuantas generaciones. Esta raza fue añadida al juego cuando la campaña de financiamiento temprano recaudó $500.000.[6]

## Desarrollo
Starbound fue anunciado oficialmente por Tiyuri en febrero de 2012, con pedidos por adelantado con precios a varios niveles al estilo de Kickstarter a través de la Humble Store que comenzó 13 de abril de 2013. Las opciones incluían una copia del juego, una invitación al beta, una descarga digital de la banda sonora del juego, al igual que "premios" propios del juego como la habilidad de poder nombrar un NPC, diseñar un sombrero o un arma, y tener una estatua de uno mismo en el juego. A tan solo 24 horas del inicio de los pedidos por adelantado, más de 10.000 personas aportaron al juego, contribuyendo más de $230.000 al desarrollo del mismo. Para el 29 de abril de 2013, los pedidos por adelantado de Starbound habían logrado recaudar más de $1.000.000, lo suficiente como para cubrir los tres objetivos de financiamiento fijados. El juego entró en su fase inicial beta y fue lanzado en Steam el 4 de diciembre de 2013, recibiendo más de $2.000.000 en pedidos por adelantado hasta esa fecha.
Starbound está escrito en C++ y usa un motor personalizado. Chucklefish cuenta con un sitio web y un foro en el que responden preguntas de los jugadores y ayudan a solucionar los problemas con el juego.
El 16 de junio de 2014 el equipo desarrollador hizo disponible las actualizaciones diarias (nightlies) del desarrollo del juego abiertas a cualquier persona que haya comprado el beta a través de Steam.
El 22 de julio de 2016 el juego dejaría la beta y se lanzaria como juego completo pasando a ser la versión 1.0, en septiembre se lanzaria la versión 1.1 y en diciembre la versión 1.2
El 8 de junio de 2017 se Lanzaria la versión 1.3 y en junio de 2019 se lanzaria la última versión, la 1.4
Después de la última versión 1.4.4 lanzada el 7 de agosto de 2019 no se oiria más noticias sobre el juego y según algunos desarrolladores el juego estaría en un paron y que se estarían enfocando en el port de consola. No habría ninguna clase de noticia hasta el 28 de agosto de 2024 donde se confirmaria que el Port de Consolas esta casi hecho y una demo había sido abierta para Xbox Insiders hasta el 9 de septiembre, después de un mes el 24 de octubre de 2024 oficialmente se lanzaria el port para Xbox one y Xbox Series

### Audio
La banda sonora de Starbound está compuesta por completo por el compositor estadounidense Curtis Schweitzer componiendo 64 obras con una duración de 6 horas. Durante el desarrollo del juego Toby Fox habría trabajado en el proyecto y realizado 1 hora de composiciones, pero por complicaciones con el equipo todas serían descartadas y inuitlizadas en el juego final.

## Recepción
Starbound recibió críticas favorables tras su lanzamiento, según el agregador de reseñas de videojuegos Metacritic. IGN elogió la mecánica de fabricación, exploración y combate de Starbound, comparándola con Terraria. [19] Christopher Livingston de PC Gamer declaró que Starbound era una caja de arena espacial encantadora que mantendría a los jugadores entretenidos durante horas. [20] Nathan Grayson de Kotaku elogió sus elementos de exploración, llamando al universo "extraño e impredecible" lo suficiente como para que los jugadores nunca se cansen de él. [22]
Para diciembre de 2016, Starbound había vendido más de 2,5 millones de copias.

### Premio
| Premio                                               | Resultado |
| ---------------------------------------------------- | --------- |
| "Juego Más Anticipado de 2013" (Indie Game Magazine) | Ganador   |